# フオンソン県

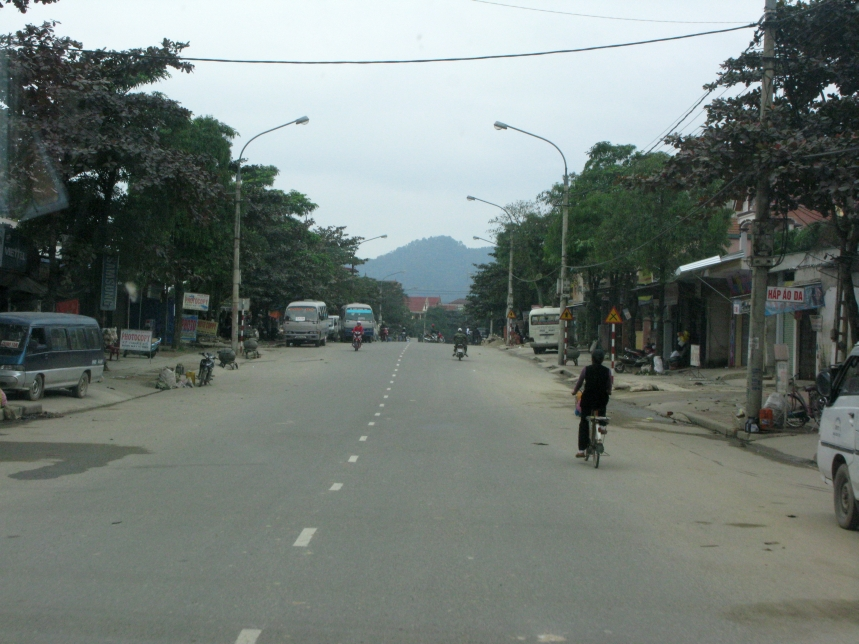
国道8号

フオンソン県（フオンソンけん、ベトナム語：Huyện Hương Sơn / 縣香山? ）は、ベトナム社会主義共和国ハティン省の県である。面積は950.2 km²、人口は142,400人（2018年）である。

## 行政区画
2市鎮23社を管轄する。